# Limnophila (Limnophila) araucania macracantha
Limnophila (Limnophila) araucania macracantha is een ondersoort van de tweevleugelige Limnophila (Limnophila) araucania uit de familie steltmuggen (Limoniidae). De ondersoort komt voor in het Neotropisch gebied.